# John T. Reed
John T. Reed es un inversionista en inmuebles y escritor, autor de varios libros en inversiones de propiedad raíz. Vive en Álamo, California.

## Biografía
Mantiene un listado de "Gurús autodeclarados del mercado inmobiliario" y ha desarrollado una lista de aspectos que pueden usarse para verificar la legitimidad de las afirmaciones de tales consultores. Se ha hecho conocer especialmente por su extensa crítica a los libros y conferencias de Robert Kiyosaki y recientemente por sus desavenencias públicas con el consultor de inmuebles Russ Whitney, quien demandó a Reed por calumnia. Reed decidió representarse a sí mismo en su defensa.
Entre los libros que Reed ha escrito están How to Get Started in Real Estate (Cómo iniciarse en inversiones inmobiliarias), How to Do a Delayed Exchange, y Single Family Lease Options.